# Clara Bouffartigue
Pour les articles homonymes, voir Bouffartigue.
Clara Bouffartigue est une réalisatrice française de documentaires née en 1976 à Auch.

## Biographie
Clara Bouffartigue est issue d'une famille d'enseignants,. Après des études de cinéma à Paris et une formation au montage, elle réalise des documentaires.

## Filmographie
- 2006 : Quelques-uns d'entre nous
- 2012 : Tempête sous un crâne
- 2023 : Loup y es-tu ?